# Lorenz Snack-World
Lorenz Snack-World er en tysk producent af snacks, der blev etableret i 1999. Deres sortiment omfatter chips, saltstænger og jordnødder. Kartoffelchips var blandt de første produkter.